# Karin Crafoord
Karin Crafoord, född Hultberg 3 november 1937 i Hedvig Eleonora församling, Stockholm, död 5 oktober 1988 i Oscars församling, Stockholm, var en svensk psykoterapeut.

## Biografi
Crafoord var dotter till direktör Gunnar Hultberg och Vera Segerblom. Hon blev fil.lic. i psykologi 1972 och  legitimerad psykoterapeut 1974. Crafoord var handledare i psykoterapi 1979, verksam vid barnpsykologiska kliniken vid Danderyds sjukhus 1962–1965 och i Ericastiftelsen 1966–1972. Hon hade psykologisk verksamhet i Luleå 1972–1979, inom Blekinge psykiatri 1980–1984 och var privatpraktiserande psykoterapeut och handledare från 1985.
Hon var gift 1971–1987 med Clarence Crafoord (född 1936). Karin Crafoord avled 1988 och är gravsatt på Norra begravningsplatsen i Stockholm.